# Donja Pastuša
Donja Pastuša – wieś w Chorwacji, w żupanii sisacko-moslawińskiej, w mieście Petrinja. W 2011 roku liczyła 11 mieszkańców.